# André Caplet
André Caplet (Le Havre, Seine-Maritime, 23 de novembre de 1878 - Honfleur, Calvados, 22 d'abril de 1925) fou un compositor francès.
Feu els primers estudis musicals en el Conservatori de París, aconseguint el 1901 el gran Prix de Rome. Després de romandre durant algun temps a Berlín i Dresden, assistint assíduament als grans concerts simfònics dirigits per Motl i Arthur Nikisch, la seva resolta vocació per la direcció d'orquestres s'afirmà per complet. Unit per una estreta amistat amb Claude Debussy, les teories estètiques del qual admirava i professava com a compositor, aquell li confià el 1911 la preparació i direcció de la seva obra Le martyre de saint Sébastien, en estrenar-se aquesta en el Théâtre du Châtelet, declarant que entre els directors moderns d'orquestra francesos Caplet estava capacitat com cap per presentar l'obra en condicions insuperables.
Des de 1910 fins a 1914, Caplet actuà amb gran èxit com a director del concerts simfònics de Boston i durant l'any 1922 dirigí diversos concerts de l'orquestra Pasdeloup, de París. Com a compositor era una sentiment, amb el mínim d'elements sonors de les figures més destacades de l'escola impressionista. Emprava l'harmonització moderna i el color instrumental amb autoritat i bon gust. Artista refinat, aconseguia expressar en les seves composicions orquestrals els més subtils i fugissers matisos de pensament i sentiment, amb el mínim d'elements sonors, combinant-los i fonent-los amb inigualable habilitat.
Verdader mestre en l'art de crear una atmosfera adequada a l'afer musical, aquesta circumstància s'aprecia, millor que en qualsevol del gèneres per ell cultivats, és en la seva música de cambra i orquestra. La primera es troba representada per un quintet amb piano; Suite pessane per a instruments de vent; el Conte fantastique (inspirat per Edgar Allan Poe, per a arpa i quartet de corda.
Les seves últimes obres d'aquest gènere foren la Sonata da chiesa, per a violí i orgue (1924); i una suite per a piano a quatre mans, dedicada aux enfants bien sages.
La seva música orquestral inclou: la simfonia La masque de la Mort rouge (1909); La marxe héroique de la Vª Divisiòn (1917); i Epiphanie, per a violoncel i orquestra (1923).
Va fer les transcripcions orquestrals de les obres pianístiques de Debussy Childre's Corner i Pagodes, així com l'arranjament per a piano de Le martyre de saint Sébastien, del mencionat autor. Entre les obres de caràcter religiós mereixen especial atenció, pel sentiment místic i la força dramàtica que en elles batega, Pie Jésu (1919), per a veu sola i orgue; Les inscriptions champêtres (1914) i La miroir de Jésus (1923), per a quintet de corda, arpa i altres veus. A juíci d'Ives Marc, biògraf de Caplet, en les tres obres últimament mencionades és on aquest compositor assolí les veritables cimes del seu art. A més, deixà un nombre considerable d'obres publicades: Pières; Le vieux coffret; La croix douloureuse; Trois fables du La Fontaine; Cinq ballades française ro Hymne a la naissance du matin.
La prematura mort d'aquest compositor fou deguda a una tuberculosi originada per l'emmetzinament dels gasos durant la primera guerra mundial, en la que prengué part com a voluntari.

## Légende
Légende és una obra d'André Caplet de l'any 1903. Va ser un encàrrec efectuat per l'aristòcrata nord-americana Elise Hall. Aquesta peça és instrumental i com a fet característic hi trobem el saxòfon alt dins de l'agrupació, ja que la intenció de l'encàrrec de la senyora Hall era ampliar el repertori del saxòfon com a instrument clàssic, bastant escàs llavors, tot just quan feia poc més de seixanta anys de la seva creació. Aquest instrument té un paper important al llarg de l'obra, però seria excessiu probablement considerar-lo com a solista de l'obra.